# 대국 시간 설정

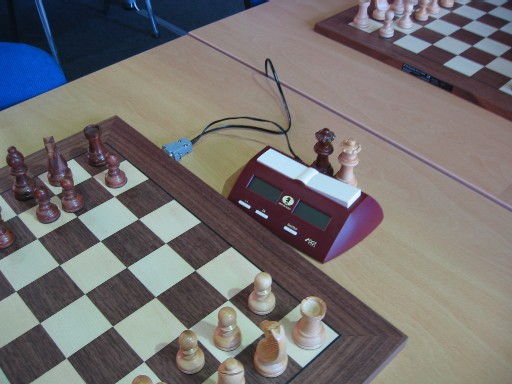
체스 시계가 있는 체스 세트

대국 시간 설정 또는 타임 컨트롤(Time control)은 거의 모든 두 플레이어 간의 보드 게임 승자전에서 각 라운드를 제때 끝내고 토너먼트가 진행될 수 있도록 하는 시간 설정 체계이다.
체스, 쇼기, 바둑과 같은 턴제 게임의 경우 대국 시간 설정은 일반적으로 대국 시계를 통해 적용되며, 이는 각 플레이어의 턴에 사용된 시간을 개별적으로 계산한다. 대국 시간 설정에서 허용하는 시간보다 더 많은 시간을 사용하는 플레이어는 일반적으로 반칙패로 처리되는 등 불이익을 받는다. 시간 압박(또는 시간 부족 또는 자이트노트)은 한 플레이어가 남은 수를 완성하는 데 시계에 남은 시간이 거의 없는 상황을 말한다.

## 분류
각 플레이어에게 수를 두는 데 주어지는 시간은 게임마다 달라진다. 그러나 대부분의 게임은 플레이어에게 주어진 시간에 따라 토너먼트의 분류를 변경하는 경향이 있다.
체스에서는 다양한 분류 체계가 사용된다. 국제 체스 연맹은 각 플레이어에게 할당된 총 시간에 수당 증초 시간 60을 곱한 값을 기준으로 대국 시간 설정을 정의한다. 이 합계가 60분(마스터 레벨에서는 120분)보다 길면 클래시컬이다. 합계가 60분 미만이지만 10분보다 길면 래피드이며, 합계가 10분 이하이면 블리츠이다. 그러나 Lichess와 Chess.com은 모두 10분 게임을 블리츠가 아닌 래피드로 간주한다. 또한, 두 사이트 모두 각 플레이어에게 3분 미만이 주어지는 게임에 대한 별도의 블릿 카테고리가 있으며, Lichess는 추가로 하이퍼블릿 (≤30초) 및 울트라블릿 (≤15초) 카테고리를 가지고 있다.
바둑에서는 20분 미만의 모든 대국을 "블리츠"로 간주한다.

## 방법론
대국 시계를 사용하여 게임을 조절하는 정확한 방법은 상당히 다양하다.

### 서든 데스
이것이 가장 간단한 방법론이다. 각 플레이어에게 전체 게임에 대해 고정된 시간이 할당된다. 선수에게 주어진 시간이 만료되면 보통 경기에서 패배한다.

### 연장전 형식
여기서 게임 시간은 주 시간과 연장전의 두 가지 기본 영역으로 나뉜다. 두 영역 사이를 전환하려면 어떤 트리거가 필요하며, 종종 처음 주어진 시간의 만료가 트리거 역할을 한다. 체스에서는 특정 수만큼 경기가 진행되면 고정된 양의 추가 시간을 얻을 수 있다. 이것은 보통 40번째 수 이후 긴 게임에서 발생한다. 예를 들어, 처음 40번째 수까지 120분이 주어지고, 40수 이후부터는 남은 120분에 30분이 추가되어 나머지 게임을 완료한다.

### 벌칙 형식
이러한 방식은 시간 제한을 어긴 플레이어에게 점수 벌칙 또는 벌금을 부과한다. 한 가지 예로 바둑에서 잉스 규칙이 시간 및 연장전 기간 위반에 대해 벌금을 부과하는 경우가 있다. 규칙은 벌칙 외에 서든 데스 시간 제어를 제공할 수도 있다. 토너먼트 스크래블에서는 시간 제어가 각 측에 25분으로 표준화되어 있으며, 초과 사용된 각 분 또는 그 일부에 대해 10점 벌칙이 부과된다. 따라서 할당된 시간을 61초 초과하면 20점 벌칙이 부과된다. 10분 초과한 플레이어는 자동으로 패배한다. 이 경우 상대방은 당시 이미 앞서 있지 않았다면 1점 차이로 승리할 수 있을 만큼의 추가 점수를 받는다.

### 모래시계
각 플레이어의 시계는 지정된 시간(예: 1분 또는 10분)으로 시작한다. 한 플레이어가 수를 결정하는 동안 자신의 시계 시간은 감소하고 상대방의 시계 시간은 증가한다. 이 모습은 모래가 한 용기에서 비워지고 다른 용기를 채우는 모래시계와 같아서 "모래시계 방식"이라 부른다. 두 시계의 합은 항상 동일하게 유지되며, 느린 수는 상대방에게 추가 시간을 준다. 이 타이밍 방법으로 게임에 할당되는 최대 시간은 없다. 두 플레이어가 충분히 빨리 플레이한다면 게임은 끝까지 계속될 것이다.
이 시간 제어의 사용은 흔치 않다.

## 게임 형식

### 바둑

#### 초읽기
이 타이밍 방식은 쇼기에서도 사용된다. 초읽기는 일본어 "보요미"에서 차용되어 한국어로 번안한 단어이며, 글자 그대로 "초를 세는 것" 또는 더 일반적으로 "카운트다운"을 의미한다.
자신에게 주어진 시간이 소진된 후, 플레이어는 일정 수의 시간(예: 각각 30초의 5개)을 갖는다. 초읽기 시간이 만료되기 전에 수가 완료되면 초읽기 시간이 재설정되고 다음 턴이 다시 카운트다운이 시작된다. 시간 기간 내에 수가 완료되지 않으면 시간 1개가 사라지고 다음 초읽기 시간이 시작된다. 이는 기본 시간+초읽기 시간+초읽기 갯수로 표기된다. 마지막 기간까지 사용하면 플레이어는 시간 초과로 패배한다. 특정 바둑 타이틀 매치와 같은 일부 시스템에서는 기본 시간이 없다. 대신 사용된 시간은 1분과 같이 가장 가까운 정수 증가분으로 반올림되며, 실제 시간 계산은 한 플레이어의 시간 종료 시점에 이루어진다.
일반적인 대국 시간 설정은 "60분 + 30초 초읽기"이다. 이는 각 플레이어가 처음 60분의 생각 시간 동안 원하는 만큼 많은 또는 적은 수를 둘 수 있지만, 한 시간이 소진된 후에는 각 수를 30초 이내에 두어야 함을 의미한다. 초읽기를 시행하려면 제3자 또는 초읽기 옵션이 있는 대국 시계가 필요하다.
프로 바둑 게임 및 많은 아마추어 토너먼트에서 플레이어는 여러 초읽기 기간을 갖는다. 예를 들어, 각각 1분짜리 5개 등으로 둘 수 있다. 이 경우 플레이어가 1분 기간 내에 수를 두면, 미래의 수에 대해 모든 5개 초읽기를 유지한다. 플레이어가 1분을 초과하면, 두 번째 초읽기에서 다음 수를 시작한다. 사실상 플레이어는 수당 1분과 필요에 따라 사용할 수 있는 4개의 추가 1분을 갖는다. 예를 들어, 2분짜리 4개 수, 또는 5분짜리 1개 수, 또는 다른 어떤 조합도 가능하다.
기성전과 같은 상위 토너먼트에서는 플레이어의 시간이 종종 생각 시간의 주요 시간 없이 전적으로 초읽기 기간으로 구성된다(예: 8시간 게임에서 플레이어는 각각 1분짜리 480개 기간을 가질 수 있음). 이 경우 실제 시간 계산(말로)은 플레이어가 10분과 같은 특정 시간 임계값 미만으로 떨어졌을 때 시작된다. 시간이 계산될 때, 플레이어는 현재 기간에 사용한 시간과 남은 추가 기간이 얼마나 되는지 간격으로 통보받는다. (예: 시간은 10초 간격으로, 그리고 55초와 58초가 사용되었을 때 호출할 수 있다. 플레이어의 마지막 1분 동안, 마지막 10초는 하나씩 세어진다.) 마찬가지로, TV로 중계되는 NHK배 TV 바둑 토너먼트에서는 플레이어는 수당 30초와 필요에 따라 사용할 수 있는 10개의 추가 1분 기간을 갖는다.
아날로그 대국 시계를 사용하여 초읽기를 시행할 때는 각 수마다 추가 시간을 할당하기보다는 일련의 수에 대해 추가 시간을 할당하는 것이 더 편리하다. 캐나다식 초읽기에서는 플레이어가 보통 10~20수에 대해 5분을 받는다. IGS 바둑 서버는 이와 유사한 시스템을 사용하지만 초읽기 시간은 가변적이며 항상 25수를 포함한다. 따라서 IGS의 "20분 + 15분 뵤요미" 시간 설정은 초기 20분의 생각 시간이 지난 후 플레이어에게 추가로 15분이 주어지며, 이를 원하는 대로 사용할 수 있음을 의미한다. 이 시간이 25수 이전에 만료되면 패배한다. 25수를 15분 미만에 두면 또 다른 15분의 초읽기가 주어지며, 이는 무한정 계속된다.
캐나다식 초읽기는 특정 평균 플레이 속도를 부과하지만, 플레이어가 어려운 수에 대해 더 많은 시간을 숙고할 수 있도록 허용한다. 한 기간당 한 수 방식(일본식 초읽기라고도 함)의 여러 초읽기 방식도 본질적으로 동일한 목적을 수행하지만, 그 정도는 덜하다.
한 초읽기 기간 동안 사용하지 않은 시간은 다음 수로 이월되지 않는다. 이는 "5분 + 수당 12초"와 같이 지정되는 피셔 시계와 대조된다. 이 시간 설정에서는 첫 수부터 시작하여 각 수마다 12초가 플레이어의 시계에 추가되며, 각 수에 얼마나 많은 시간을 사용했는지에 관계없다. 따라서 플레이어가 첫 수를 두기 전에 8초를 생각한다면, 수를 둔 후에 시계에 5분 4초가 남게 된다.

#### 캐나다식 연장전
모든 기본 시간을 사용한 후 플레이어는 일정 시간 내에 특정 수의 수를 두어야 한다(예: 5분 내에 20수). 바둑에서는 플레이어가 시계를 멈추고, 연장전 중인 플레이어는 필요한 수의 돌을 세어 혼동하지 않도록 남은 돌을 손이 닿지 않는 곳에 놓는 반면, 상대방은 시계를 연장전 기간으로 설정한다. 모든 수가 제시간에 이루어지면 또 다른 연장전 기간이 시작된다(또 다른 돌 세트와 타이머는 다시 연장전 기간으로 재설정됨). 모든 수가 제시간에 이루어지지 않으면 플레이어는 시간 초과로 패배한다. 이는 기본 시간+추가 초읽기 시간+초읽기 갯수로 표기된다. 점진적 캐나다식 연장전에서는 추가 연장전 기간에 필요한 플레이 속도가 달라진다. 예를 들어, 1시간 + 5분에 10수, 5분에 20수, 5분에 30수, 5분에 40수 등이다.

### 체스

#### 증초 및 지연 방식
아래는 체스에서 가장 자주 사용되는 시간 측정 방법이다.
증초(또한 보너스 및 보비 피셔의 특허에서 이름을 따온 피셔로도 알려짐)란 플레이어가 수를 완료하기 전에 기본 시간이 다하지 않는 한, 각 수 후에 지정된 시간이 플레이어의 주 시간에 추가되는 방식이다. 예를 들어, 시간 설정이 "G/90;inc30"(플레이어당 기본 시간 90분, 각 수당 30초 증가)인 경우, 각 플레이어는 수를 완료한 후 기본 시간에 30초가 추가된다. 이는 종종 "90+30"으로 표기된다. 첫 번째 숫자는 게임 시작 시 기본으로 주는 시계의 분을 나타내고, 그 다음은 수당 시계에 추가되는 초를 나타낸다.
국제 체스 연맹 및 미국 체스 규칙에 따라 각 플레이어는 첫 수에도 증초를 받는다. 예를 들어, "G/3;inc2"에서는 각 플레이어가 첫 수에 3분 2초를 가지고 시작한다. 모든 디지털 대국 시계가 첫 수에 자동으로 증가 시간을 주는 것은 아니다. 그렇지 않은 시계의 경우, 증가 시간은 수동으로 추가해야 한다.

#### 단순 지연
단순 지연(또한 미국식 지연으로도 알려짐)에서는 플레이어의 기본 시간이 계산되기 시작하기 전에 각 수 동안 시계가 고정된 지연 기간 동안 기다린다. 예를 들어, 지연이 10초이면 시계는 주 시간이 계산되기 시작하기 전에 각 수마다 10초를 기다린다.

#### 브론스타인 지연
브론스타인 지연(발명가인 데이비드 브론스타인의 이름을 따서 명명됨)은 증가와 마찬가지로 각 수 후에 고정된 시간을 추가하지만, 수를 두는 데 사용된 시간 이상은 추가하지 않는다. 예를 들어, 지연이 10초이고 플레이어가 수에 10초 이상을 사용하면 수를 완료한 후 10초가 추가된다. 플레이어가 5초를 사용하면 해당 5초만 시계로 돌아온다. 이는 플레이어가 빠른 수를 두더라도 시계에 남은 기본 시간이 절대 늘어나지 않도록 보장한다. 증가와 마찬가지로, 국제 체스 연맹 및 미국 체스 규칙에 따라 지연 시간은 첫 수에도 적용된다.
브론스타인 지연과 단순 지연은 매우 유사하지만 동일하지는 않다. 브론스타인 지연은 수가 두어진 후에 시간이 추가된다. 이 차이는 플레이어가 시간이 부족할 때 중요할 수 있다. 브론스타인 지연의 장점은 플레이어가 주 시계에 지연을 정신적으로 추가하지 않고도 남은 시간을 쉽게 확인할 수 있다는 점이다. 단순 지연의 장점은 플레이어가 지연 시간이 계산되는지 주 시간이 계산되는지 항상 알 수 있다는 점이다. 단순 지연은 미국에서 가장 자주 사용되는 지연 방식이며, 브론스타인 지연은 다른 대부분의 국가에서 더 자주 사용된다.

## 다른 용도
시간 제어는 일부 게임 쇼에서도 활용되었다.
- 그랜드 슬램은 각 질문 라운드에 클래식 서든 데스 형식을 사용한다. 두 플레이어 간의 각 대결은 4라운드로 구성되며, 각 플레이어는 처음 세 라운드에 대해 시계에 1분이 할당된다. 각 라운드의 승자는 남은 시간을 시계에 추가하여 최종 라운드에서 사용하며, 최종 라운드는 또한 1분(또는 원래 영국 버전에서는 30초)으로 시작한다.
- 마찬가지로, 더 체이스의 프라임타임 스핀오프인 비트 더 체이서스의 헤드투헤드 라운드는 플레이어와 체이서의 시계에 각각 1분을 부여한다. 그러나 대결 전에 플레이어는 대결할 체이서의 수, 각자의 상금 및 시간 이점(체이서의 시계에서 차감됨)에 대한 선택 목록을 제시받는다.
- 패밀리 게임 나이트는 마지막 두 시즌 동안 민첩성 게임인 젠가를 기반으로 한 미니 게임을 포함한다. 규칙은 일반적인 규칙과 유사하지만, 참여하는 두 팀(각 두 명의 플레이어)은 시계에 2분씩 주어진다. 각 팀의 차례에는 세 번째 멤버가 숫자(0에서 3까지)를 뽑고, 두 명의 플레이어 멤버는 필요한 만큼의 블록을 번갈아 뽑아 쌓은 다음, 버튼을 눌러 시계를 멈춰 턴을 종료해야 한다. 타워를 먼저 무너뜨리거나 시간이 다 된 팀이 패배한다. 규칙 위반 시 5초의 시간 패널티가 적용된다.

## 같이 보기
- 시간 부족
- 체스 규칙
- 속기 체스
- 샷 클락
- 국제 바둑 연맹
- 프로 바둑 토너먼트 목록